# Coleodactylus
Coleodactylus Parker, 1926 è un genere di piccoli sauri della famiglia Sphaerodactylidae, diffusi principalmente in America meridionale.

## Distribuzione e habitat
Le specie di questo genere sono diffuse in Brasile, Suriname, Guyana e Venezuela.

## Tassonomia
Il genere Coleodactylus comprende 5 specie:
- Coleodactylus amazonicus Vanzolini, 1980
- Coleodactylus brachystoma Freire, 1999
- Coleodactylus meridionalis (Boulenger, 1888)
- Coleodactylus natalensis  (Amaral, 1935)
- Coleodactylus septentrionalis  (Andersson, 1918)